# Ingenol-mebutát
Az ingenol-mebutát (ingenol-3-angelát, PEP005, LEO Pharma, kereskedelmi neve Picato), az Euphorbia peplus tejnedvében található citotoxikus diterpén. A vegyületet tartalmazó gélt az USA gyógyszerengedélyező hatósága, a Food and Drug Administration (FDA), valamint az Európai Gyógyszerügynökség (EMA) az aktinikus keratózis (amely egy premalignus állapot) helyi kezelésére alkalmazható gyógyszerként engedélyezte 2012-ben. Két különböző koncentrációjú termék van forgalomban, az arc és a fejbőr (0,015%), valamint a törzs és a végtagok (0,05%) kezelésére.
Az ingenol-mebutátot elsőként a Szegedi Tudományegyetem Farmakognóziai Intézetének kutatói, Hohmann Judit és munkatársai mutatták ki 2000-ben a vézna kutyatejből (Euphorbia peplus), abból a fajból, amelyet a gyógyszeripar is felhasznál a vegyület kinyerésére. A szegedi kutatók a vegyület erősen irritáló hatását is leírták, aminek szerepe lehetett abban, hogy a gyógyszeripar is felfigyelt potenciális jelentőségére. A vegyületet korábban már kimutatták egy másik fajból, az Euphorbia paraliasból, azonban a 2000-es évekig nem foglalkoztak gyógyhatásainak kutatásával. A vegyület jelentősége, hogy szerkezeti módosítás nélkül vált gyógyszermolekulává.
Négy többcentrumos, randomizált, kettős vak klinikai vizsgálat eredménye igazolja, hogy a 2-3 napon át helyileg alkalmazott ingenol-mebutát gél hatékony az aktinikus keratózis kezelésében.

## Nemkívánatos hatások
Az alkalmazás helyén nagyon gyakran jelentkezik irritáció (bőrpír, pikkelyes leválás vagy lehámlás, pörkösödés, duzzanat, hólyag- vagy gennyes hólyagképződés, a bőr felső rétegének lekopása vagy a bőrön található fekély).
Allergiás reakciók vagy övsömör is kialakulhat.

## Kölcsönhatások
Mivel az ingenol-mebutát gyakorlatilag nem szívódik fel a bőrön keresztül, a szájon át szedett gyógyszerekkel kölcsönhatások kialakulása nem valószínű.

## Kémia
A vegyület az ingenol diterpén angelikasavval képzett észtere. Félszintetikus előállítására ismert egy 3 lépéses módszer. 2013-ban közöltek egy 14 lépéses szintéziseljárást, amellyel a terpentin egyik olcsó komponenséből, a (+)-3-karénből is előállítható a vegyület.

## Kutatás
Kimutatták, hogy az ingenol-mebutát hatásosan alkalmazható reaktiválódó látens HIV vírusok ellen olyan sejteken, amelyek tartós antiretrovirális kezelésben részesülő, a betegség tüneteit nem mutató betegekből származtak. Ez felveti annak a lehetőségét, hogy a vegyület alkalmas lehet a vírus teljes eradikálására, így a HIV-fertőzés végleges gyógyítására. Kutatások folynak annak kiderítésére, hogy ezek az in vitro eredmények állatmodellekben is megfigyelhetőek-e.
Egy klinikai vizsgálat szerint az ingenol-mebutát azonos hatásosságú a podofillotoxinnal anogenitális szemölcsök kezelésében.

## Fordítás
Ez a szócikk részben vagy egészben  az   Ingenol mebutate című angol Wikipédia-szócikk ezen változatának fordításán alapul.  Az eredeti cikk szerkesztőit annak laptörténete sorolja fel. Ez a jelzés csupán a megfogalmazás eredetét és a szerzői jogokat jelzi, nem szolgál a cikkben szereplő információk forrásmegjelöléseként.